# 田中薫子
田中 薫子（たなか かおるこ、1965年 - ）は日本の翻訳家。

## 人物・来歴
幼少期をニューヨークとシドニーで過ごす。雙葉学園を経て慶應義塾大学理工学部物理学科を卒業。ソニーを経て93年よりフリー翻訳者。
科学書としては『ザ・サイエンス・ヴィジュアルシリーズ』（東京書籍)の叢書の翻訳者。児童書の分野では、宮崎駿監督の映画『ハウルの動く城』の原作者ダイアナ・ウィン・ジョーンズの魔法ファンタジーシリーズの翻訳者として有名。

## 翻訳
- 『花の魔法、白のドラゴン』（ダイアナ・ウィン・ジョーンズ、徳間書店） 2001
- 『ウサギの丘』（ロバート・ローソン、フェリシモ） 2002
- 『マライアおばさん』（ダイアナ・ウィン・ジョーンズ、徳間書店） 2003
- 『魔法がいっぱい』（ダイアナ・ウィン・ジョーンズ、徳間書店） 2003
- 『魔女と暮らせば（大魔法使いクレストマンシー）』（ダイアナ・ウィン・ジョーンズ、徳間書店） 2004
- 『おしゃべりなニンジン』(ジャン・マーク、徳間書店)
- 『ジャムおじゃま』（M・マーヒー、徳間書店）
- 『ぞうって、こまっちゃう』（クリス・リデル、徳間書店）　ほか多数。